# Astragalus paposanus
Astragalus paposanus är en ärtväxtart som beskrevs av Ivan Murray Johnston. Astragalus paposanus ingår i släktet vedlar, och familjen ärtväxter. Inga underarter finns listade i Catalogue of Life.